# Platyrhacidae
Platyrhacidae är en familj av mångfotingar. Platyrhacidae ingår i ordningen banddubbelfotingar, klassen dubbelfotingar, fylumet leddjur och riket djur. Enligt Catalogue of Life omfattar familjen Platyrhacidae 195 arter. 

## Dottertaxa till Platyrhacidae, i alfabetisk ordning[1]
- Acanthodesmus
- Arcydesmus
- Aymaresmus
- Barydesmus
- Cyphorrhacus
- Derodesmus
- Diodontodesmus
- Dynesmus
- Ernostyx
- Eurydirorhachis
- Eutrachyrhachis
- Hoplurorhachis
- Ilodesmus
- Mniodesmus
- Nanorhacus
- Nanorrhacus
- Nyssodesmus
- Pachyurus
- Paradesmorhachis
- Parazodesmus
- Petalorhacus
- Phyodesmus
- Platyrhachus
- Platyrhacus
- Platyrrhacus
- Polydesmorhachis
- Polylepis
- Proaspis
- Psammodesmus
- Psaphodesmus
- Rhyphodesmus
- Spilodesmus
- Stenoniodes
- Tirodesmus
- Xerodesmus